# (9544) Scottbirney
(9544) Scottbirney (1984 EL) – planetoida z pasa głównego asteroid okrążająca Słońce w ciągu 5,71 lat w średniej odległości 3,19 j.a. Odkryta 1 marca 1984 roku.